# James B. Frazier
James Beriah Frazier (8 de outubro de 1856 – 28 de março de 1937) foi um político americano, o 28º Governador do Tennessee, com mandato de 1903 a 1905, posteriormente elegeu-se como Senador dos Estados Unidos pelo Tennessee de 1905 até 1911. Como governador, ele reduziu a dívida do Estado e promulgou normas de segurança em minas. A maneira em que ele foi eleito para o Senado dos Estados Unidos criou um distanciamento crítico do partido democrata do Estado, que durou até a década de 1910.

## Início de vida
Frazier nasceu em Pikeville, Tennessee, filho de Thomas e Margaret (McReynolds) Frazier. Em 1867 sua família mudou-se para o Condado de Davidson, onde seu pai havia sido nomeado para juiz da Corte criminal. Frazier estudo no Franklin College perto de Nashville e obteve seu diploma de bacharel em Artes na University of Tennessee em 1878. Foi admitido à advocacia em 1881 e mudou-se para Chattanooga para exercer a profissão ainda naquele ano.
Descrito pela historiadora Zella Armstrong como "um dos maiores oradores que já viveram no estado do Tennessee", Frazier rapidamente ganhou destaque nos círculos políticos de Chattanooga. Em 1894, ele disputou com o incumbente Henry Snodgrass para a nomeação do Partido Democrata pela sede do 3º distrito na Câmara dos Representantes dos Estados Unidos. Enquanto Frazier tinha amplo apoio, Snodgrass tinha mais apoio dos delegados na Convenção do partido e venceu a nomeação. Snodgrass foi derrotado pelo candidato republicano Foster V. Brown nas eleições gerais devido, em parte, pelo descontentamento dos apoiadores de Frazier.
Durante a eleição presidencial de 1900, Frazier serviu como eleitor geral do estado para o candidato democrata, William Jennings Bryan. Ele articulou no Tennessee em nome de Bryan, ganhando com isso inestimável exposição política estadual.

## Governador do Tennessee
Em 1902, Frazier buscou com sucesso a nomeação democrata para governador na disputa para suceder Benton McMillin, que não pleiteava a reeleição. Seu adversário republicano foi o juiz H. Tyler Campbell, que havia sido nomeado com o apoio do chefe do partido Walter P. Brownlow. A campanha para governador de 1902 é lembrada como a última em que os candidatos percorrem o estado por meio de carruagens de tração animal. Nas eleições gerais, que ficaram marcadas pelo baixo comparecimento às urnas, Frazier venceu facilmente com 98.902 votos sobre os 59.007 de Campbell e 2.193 de R.S. Cheves do Partido da Proibição.
Frazier procurou trazer uma atmosfera mercantil para o governo do Estado e exigiu rígida austeridade econômica em todos os departamentos. Ele vetou qualquer projeto de lei que não cumprisse os rígidos padrões econômicos, incluindo um que teria aumentado seu próprio salário. O estado não possuía nenhuma dívida flutuante durante seu mandato e pagou mais de $600.000 de dívida em títulos públicos.
Frazier considerou educação pública uma prioridade durante seu primeiro mandato. Uma das primeiras leis que ele assinou foi a Romine Bill, que estipulou que qualquer provisão de fundos em tesouraria seria adicionado ao fundo da escola pública. Só em 1904, isso gerou mais $270.000 para escolas públicas do estado.
Em 1903, Frazier assinou a lei de Adams, uma medida pro-temperance, patrocinada pela Liga Anti-Saloon (favoráveis ao fechamento dos salões noturnos). A lei ampliou a proibição de venda de bebidas alcoólicas em um raio de 4 milhas (6,4 Km)  de uma escola, em todas as cidades com menos de 5.000 habitantes (a lei anterior restringia-se às zonas rurais). Isso efetivamente terminou por proibir a venda de bebidas alcoólicas em quase todas as cidades do estado, exceto as maiores.
Em fevereiro de 1904, a greve dos mineiros de carvão em Coal Creek Valley ameaçou iniciar uma revolta de grandes proporções, aumentando os temores de um ressurgimento da guerra Coal Creek, que assolou o vale na década anterior. Frazier viajou ao vale para se encontrar com os mineiros, então conseguiu acalmar a situação. Frazier também assinou uma nova lei de minas, implantando normas de segurança em resposta a uma sequência de acidentes de mineração em anos anteriores, mais notavelmente o desastre da mina de Fraterville de 1902.
Na campanha para governador de 1904, os republicanos nomearam o prefeito de Winchester Jesse Littleton para disputar com Frazier. Em setembro, Frazier e Littleton envolveram-se em uma série de debates acirrados, principalmente sobre a lei das quatro milhas, que Littleton argumentava que deveria ser estendida para todo o estado, enquanto Frazier, não querendo agitar ainda mais os interesses da indústria das bebidas alcoólicas, argumentava que as cidades maiores deveriam permanecer isentas. No dia da eleição, Frazier venceu facilmente, obtendo 131.503 votos sobre os 103.409 de Littleton.

## Senador, últimos anos e morte
Em 9 de março de 1905, algumas semanas após o início do segundo mandato de Frazier, o senador William B. Bate morreu, abrindo uma disputa para preencher sua vaga. O ex-governador Robert Love Taylor tentava sem sucesso há anos ocupar uma cadeira no Senado e acreditava ser o próximo na linha sucessória da vaga. Frazier, no entanto, também queria a vaga no Senado e enquanto Taylor estava fazendo palestras fora do estado, rapidamente manobrou convocando uma Assembléia Geral para eleger-se ao cargo. Após ser eleito, Frazier renunciou ao cargo de governador para assumir seu lugar no Senado, então o Presidente do Senado de Tennessee, John I. Cox, que tinha ajudado na manobra eleitoral de Frazier, tornou-se o governador.
Taylor ficou indignado com a manobra de Frazier e sugeriu que Frazier, Cox e senador Edward W. Carmack estavam conspirando para dar o controle do estado ao Partido Democrata. Para apaziguar os partidários de Taylor, o partido permitiu que Taylor disputasse com Carmack em uma primária em 1906 (a primeira vez no estado que realizou-se uma eleição primária para o Senado), na qual Taylor saiu vencedor. Nesse mesmo ano, o partido recusou-se a nomear Cox à reeleição.
Como senador, Frazier defendeu os direitos dos Estados e se opôs a maioria das tarifas protecionistas. Ele também apoiou uma alteração do imposto de renda federal e financiamento para a construção de estradas. Ele fez uma campanha para um segundo mandato em 1911, mas democratas do estado, irritados com as divisões intrapartidária, criadas pela manobra de sua primeira eleição, recusaram-se a nomeá-lo.
Depois de deixar o Senado, Frazier retornou para Chattanooga, onde advogou com seu filho, James B. Frazier Júnior, no escritório Frazier & Frazier. Ele morreu em 28 de março de 1937 e está enterrado no cemitério Forest Hills em Chattanooga, Tennessee.

## Família
O bisavô de Frazier, Samuel Frazier e seu avô, Abner Frazier, lutaram na batalha de Kings Mountain, em 1780. Samuel Frazier era de ascendência escocesa, enquanto sua esposa, Rebecca Julian, era descendente de huguenotes (calvinistas) franceses. Um tio de James B. Frazier, Dr. Beriah Frazier (1812–1886), serviu como prefeito de Chattanooga em 1841, tendo representado o Condado de knox na Convenção da União Leste Tennessee de 1861.
Frazier casou com Louise Douglas Keith em 1883. Eles tiveram quatro filhos: Anne, James Jr., Thomas e Louise. James B. Frazier Jr., representou o 3º distrito do Tennessee na Câmara dos Representantes dos Estados Unidos de 1949 a 1963.

## Fonte da tradução
- Este artigo foi inicialmente traduzido, total ou parcialmente, do artigo da Wikipédia em inglês cujo título é «James B. Frazier».